# 圣让德博尔加尔
圣让德博尔加尔（法語：Saint-Jean-de-Beauregard，法語發音：[sɛ̃ ʒɑ̃ də boʁ(ə)ɡaʁ] ⓘ）是法国法蘭西島大區埃松省的一个市镇，属于帕莱索区。

## 地理
圣让德博尔加尔（48°39'49"N, 2°10'4"E）面积3.97 平方千米，位于法国法蘭西島大區埃松省，该省份为法国北部内陆省份，北起上塞纳省和马恩河谷省，西接厄尔-卢瓦省和伊夫林省，南至卢瓦雷省，东临塞纳-马恩省。
与圣让德博尔加尔接壤的市镇（或旧市镇、城区）包括：莱叙利斯、戈梅斯勒沙泰勒、让夫里、马尔库西。

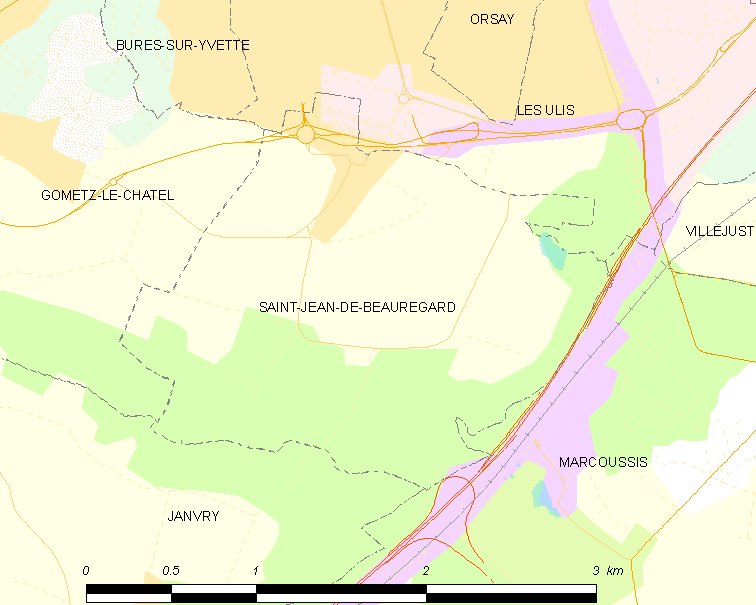
圣让德博尔加尔的OSM定位图

圣让德博尔加尔的时区为UTC+01:00、UTC+02:00（夏令时）。

## 行政
圣让德博尔加尔的邮政编码为91940，INSEE市镇编码为91560。

## 政治
圣让德博尔加尔所属的省级选区为莱叙利斯县。

## 人口

1962-2008年间圣让德博尔加尔人口变化图示

圣让德博尔加尔于2022年1月1日时的人口数量为471人。